# Ермегияев, Талгат Амангельдиевич
Талгат Амангельдиевич Ермегияев (каз. Талғат Амангелдіұлы Ермегияев; род. 7 мая 1969, Алма-Ата, Казахская ССР, СССР) — государственный деятель Казахстана, бывший министр туризма и спорта Казахстана.

## Биография
С 1993 года работал в Алма-Атинском отделении Международного фонда экономических и социальных реформ в должности заместителя директора, исполнительного директора. Происходит из подрода Керней рода Каракесек племени Аргын.
Позже работал на различных позициях: заместитель генерального директора Казахско-Австрийского совместного предприятия «Рахат», советник генерального директора РГП «Қазақстан темір жолы», исполнительный директор, управляющий директор по строительству РГК «Қазақстан темір жолы», первый вице-президент «Алматы курылыс».
С 2 февраля 2008 года — вице-министр туризма и спорта Республики Казахстан.
С июня 2008 года — председатель совета директоров АО «Исполнительная дирекция Организационного комитета 7-х зимних Азиатских игр 2011 года».
С 11 апреля 2011 года — министр туризма и спорта Республики Казахстан.
С 24 января 2012 года — председатель агентства Республики Казахстан по делам спорта и физической культуры.
С 13 января 2013 года — председатель правления АО «Национальная компания „Астана ЭКСПО 2017“»
.
11 июня 2015 года освобождён от должности председателя правления АО «Национальная компания „Астана ЭКСПО 2017“», по подозрению в хищении чужого имущества в особо крупном размере.
Районный суд № 2 Алматинского района города Астаны санкционировал домашний арест в отношении экс-председателя правления АО НК «Астана ЭКСПО-2017» Талгата Ермегияева. Вместо него главой компании назначен Адильбек Джаксыбеков.
9 июня 2016 года приговорён к 14 годам лишения свободы с конфискацией имущества, с пожизенным лишением права занимать руководящие должности, связанные с организационно-распорядительными функциями в государственных органах и коммерческих организациях, с отбыванием наказания в исправительной колонии строгого режима.
5 января 2018 года Талгат Ермегияев за нарушение режима содержания водворён в дисциплинарный изолятор на 5 суток и признан злостным нарушителем режима содержания.

## Личная жизнь
Жена — Камар Жумагалиевна Кенеева.
Дети — сыновья Мади (род. 1996), Казыбек (род. 1999), Жанибек (род. 2003), дочь Томирис.